# 夏朗德河畔新堡站
夏朗德河畔新堡站是法国的一个铁路车站，位于法国城市夏朗德河畔新堡。

## 位置
夏朗德河畔新堡站位于夏朗德河畔新堡市区的东部，夏朗德河左岸。车站大致呈西北-东南走向，正门开口朝西南。

## 车站概况
夏朗德河畔新堡站是一个普通的铁路车站，站房内设有一个人工售票窗口，但没有自动售票机。
夏朗德河畔新堡站没有地下通道或天桥，前往上行方向站台（昂古莱姆方向）的乘客需穿过铁路正线前往，因此该站存在一定的安全隐患。

## 停靠线路
以下列车线路在夏朗德河畔新堡站停靠：
| 夏朗德河畔新堡站列车线路表 |              |          |               |              |
| 线路                       | 车种         | 上一站   | 下一站        | 大致运行频率 |
| 昂古莱姆—桑特/鲁瓦扬       | 法国大区列车 | 昂古莱姆 | 雅纳克-夏朗德 | 每天8趟左右  |
| 普瓦捷—桑特/鲁瓦扬         | 法国大区列车 | 昂古莱姆 | 雅纳克-夏朗德 | 每天1~2趟    |
| 昂古莱姆—拉罗谢尔          | 法国大区列车 | 昂古莱姆 | 雅纳克-夏朗德 | 每天1~2趟    |
| 1.                         |              |          |               |              |

## 配套交通

### 大巴车
夏朗德河畔新堡站对应的大巴车上下车地点位于车站前方。
夏朗德省政府下属的Citram公司提供前往昂古莱姆、圣梅姆莱卡里耶尔等地的大巴车线路。
此外，当某条铁路线施工或罢工时，SNCF也会提供途径该线路沿途站点的大巴车。

### 市区公交
因夏朗德河畔新堡城市较小，因此该市暂无城市公交线路。

## 临近车站
| 夏朗德河畔新堡站（Gare de Châteauneuf-sur-Charente） |                    |                  |
| 上行车站                                             | 线路               | 下行车站         |
| 昂古莱姆站←                                          | 桑特－昂古莱姆铁路 | →雅纳克-夏朗特站 |
| - 本表仅显示运营中的线路及车站                       |                    |                  |